# Mongkut
Mongkut o Rama IV (1804-1868) fou rei de Siam de 1851 fins a la seva mort.
Enfrontat a l'expansionisme occidental, va iniciar la modernització i l'obertura del seu regne. Fora de Tailàndia és conegut sobretot a rel de la narració de la missionera britànica Anna Leonowens, que va fer d'educadora a la seva cort de 1862 a 1867, i les adaptacions literàries, teatrals i cinematogràfiques d'aquesta narració (notablement la pel·lícula de 1946 Anna i el rei de Siam).
| Mongkut Dinastia ChakriNascut: 18 d'octubre 1804 Mort: 1 d'octubre 1868 |                       |                            |
| Precedit per: Nangklao                                                  | Rei de Siam 1851–1868 | Succeït per: Chulalongkorn |